# Orestias piacotensis
Orestias piacotensis es una especie de peces de la familia de los ciprinodóntidos, en el orden de los ciprinodontiformes.

## Morfología
Los machos pueden alcanzar los 6,6 cm de longitud total.

## Distribución geográfica
Se encuentran en Sudamérica: Chile.